# Terry Flanagan
Terry Flanagan (* 11. Juni 1989 in Manchester, Lancashire, Vereinigtes Königreich) ist ein britischer Profiboxer und ehemaliger Weltmeister der WBO im Leichtgewicht.

## Amateurkarriere
Flanagan trainierte im Ancoats Lads Amateur Boxing Club in Manchester und bestritt rund 60 Amateurkämpfe.

## Profikarriere
Flanagan wechselte 2009 in das Profilager und wurde unter anderem von Steve Wood und Frank Warren betreut sowie unter anderem von Steve Maylett trainiert. Im Mai 2019 wurde er vom britischen Promoter MTK Global unter Vertrag genommen.
Er wurde im Mai 2012 Englischer Meister im Superfedergewicht und konnte den Titel im September 2012 verteidigen. Am 6. Oktober 2012 gewann er zudem das Prizefighter Tournament in Liverpool mit Siegen gegen Patrick Walsh, Derry Mathews und Gary Sykes.
Im Juli 2014 wurde er mit einem Sieg gegen Martin Gethin Britischer Meister und im Februar 2015 mit einem Sieg gegen Stephen Ormond auch WBO-Europameister im Leichtgewicht.
Am 11. Juli 2015 konnte er in Manchester um den vakanten WBO-Weltmeistertitel im Leichtgewicht boxen, der vom bisherigen Titelträger Terence Crawford aufgrund eines Wechsels in das Halbweltergewicht niedergelegt worden war, und siegte dabei gegen seinen ebenfalls ungeschlagenen Gegner Jose Zepeda, da dieser aufgrund einer Schulterverletzung den Kampf nach der zweiten Runde aufgab. Durch den Sieg wurde Flanagan auch Englands erster Boxweltmeister im Leichtgewicht.
Bis Mitte 2017 verteidigte er den Titel jeweils gegen Diego Magdaleno (WBO-Pflichtherausforderer), Derry Mathews (WBA-Interimsweltmeister im Leichtgewicht), Mzonke Fana (ehemaliger zweifacher IBF-Weltmeister im Superfedergewicht), Orlando Cruz (ehemaliger WBO-WM-Herausforderer im Federgewicht) und Petr Petrow (WBO-Pflichtherausforderer), ehe er den Titel im Oktober 2017 niederlegte, um in das Halbweltergewicht aufzusteigen. Bis zu diesem Zeitpunkt wurde er vom Ring Magazine bereits auf Platz 2 der Weltrangliste geführt.
Aufgrund seiner Erfolge konnte er im Halbweltergewicht gleich in seinem ersten Kampf um den vakanten WBO-Weltmeistertitel boxen, der wiederum von Terence Crawford aufgrund eines Wechsels der Gewichtsklasse niedergelegt worden war, verlor jedoch dabei am 9. Juni 2018 in Manchester nach Punkten gegen Maurice Hooker. Im Anschluss startete er im Turnier World Boxing Super Series, wo er im ersten Duell am 27. Oktober 2018 einstimmig gegen Regis Prograis unterlag.
Seinen bislang letzten Kampf bestritt er im November 2019 gegen Jayro Durán.